# معركة القرن (فلم)
معركة القرن (بالإنجليزية: The Battle of the Century) هو فيلم صامت قصير من إخراج كلايد بروكمان وبطولة ستان لوريل، أوليفر هاردي، نواه يونغ، إيوجين بالية، تشارلي هال، سام لوفكين وجين مورغان، صدر الفيلم في 31 ديسمبر 1927. في عام 2020 تم ضمه لالسجل الوطني للأفلام.

## روابط خارجية
- معركة القرن على موقع IMDb (الإنجليزية)
- معركة القرن على موقع روتن توميتوز (الإنجليزية)
- معركة القرن على موقع ألو سيني (الفرنسية)
- معركة القرن على موقع أول موفي (الإنجليزية)
- معركة القرن على موقع قاعدة بيانات الأفلام السويدية (السويدية)
- معركة القرن على موقع قاعدة بيانات الفيلم (الإنجليزية)
- معركة القرن على موقع ليتربوكسد (الإنجليزية)
- معركة القرن على موقع كينوبويسك (الروسية)